# Silvana Pampanini
Silvana Pampanini (ur. 25 września 1925 w Rzymie, zm. 6 stycznia 2016 tamże) – włoska aktorka filmowa i reżyser.

## Kariera
Pampanini wzięła udział w konkursie piękności w 1946 i jeszcze w tym samym roku włoscy kinomani mogli zobaczyć ją w L'apocalisse w reżyserii Giuseppe Maria Scotese. Kolejnym filmem, w którym jej nazwisko pierwszy raz zostało wymienione w czołówce był Il segreto di don Giovanni w reżyserii Camillo Mastrocinque. W następnych latach współpracowała z reżyserami takimi, jak: Pietro Francisci, Mario Mattoli, Giacomo Gentilomo, Mario Soldati, Vittorio Metz, Giorgio Simonelli. W 1952 wystąpiła u boku Amedeo Nazzariego w pierwszym filmie w historii kina poruszającym temat Camorry – Proces przeciwko miastu w reżyserii Luigiego Zampy. W 1954 w komedii Allegro squadrone w reżyserii Paola Moffy. W 1955 w nagradzanych Rzymskich opowieściach w reżyserii Gianniego Francioliniego. W 1961 w koprodukcji egipsko-włoskiej La spada dell'Islam w reżyserii Enrico Bomby i Andrew Martona. W 1966 zagrała główną rolę w komedii Mondo pazzo... gente matta! w reżyserii Renato Polselliego. Pampanini występowała też w telewizyjnych programach rozrywkowych jako prowadząca (Primo applauso, Mare contro mare: giochi d’estate da costa a costa). W 1999 aktorka zagrała epizodyczną rolę w miniserialu Tre stelle w reżyserii Pier Francesco Pingitore.
W 1996 opublikowała autobiografię Scandalosamente Perbene, w której porównała się do Grety Garbo. W książce znajdują się m.in. jej wymyślone dialogi z: Pablo Nerudą, Jacques’em Prévertem i Federico García Lorcą. Pampanini skrytykowała publicznie aktorkę Ginę Lollobrigidę za zamiar poślubienia mężczyzny znacznie młodszego od siebie w 2006.
Zmarła w Rzymie 6 stycznia 2016 roku, pochowana na Cmentarzu Flamińskim.

## Filmografia
- 1946 – L'apocalisse jako niewymieniona
- 1947 – Il segreto di don Giovanni jako Anna Tancredi
- 1952 – Proces przeciwko miastu jako Liliana Ferrari
- 1954 – Allegro squadrone jako Albertina
- 1955 – Rzymskie opowieści jako Maria
- 1961 – La spada dell'Islam jako królowa
- 1966 – Mondo pazzo... gente matta! jako Ruth
- 1999 – Tre stelle (serial) jako matka Pauli